# Catedral serbia ortodoxa de San Sava
La catedral serbia ortodoxa de San Sava es una catedral ubicada en Nueva York, Nueva York que se encuentra inscrita como un Hito Histórico Neoyorquino en la Comisión para la Preservación de Monumentos Históricos de Nueva York al igual que en el Registro Nacional de Lugares Históricos desde el 16 de diciembre de 1982. 

## Ubicación
La catedral serbia ortodoxa de San Sava se encuentra dentro del condado de Nueva York.